# جيرارد لويس هاو
جيرارد لويس هاو (بالإنجليزية: Gerard Lewis Howe)‏ هو قاضي نيجيري، ولد في 3 يونيو 1899، وتوفي في 25 مايو 1955.